# 신현역 (문경)
신현역(新峴驛)은 경상북도 문경시에 마성면 신현리에 있는 문경선의 역이다. 현재 을종승차권대매소는 사라지고 플랫홈만 남아있다.원래 신현역은 개업 당시 문경선 석현터널 북쪽출구(마성역 방향)에서 100m 정도 떨어진 곳에 있었으나 신현리 마을과 너무 멀어 주민들이 역까지 이동하기 불편하다는 이유로 역을 지금의 위치로 옮기게 되었다. 현재는 원래 역이 있었던 터에 신현간이승강장터라고 말뚝표지가 박혀있었으나 인근 공사작업중 철거되었으며, 두번째 신현역터에는 신현역터라고 말뚝표지가 박혀있다.
1969년 6월 20일 무배치간이역으로 개업하였으며, 1995년 영업을 중지하였고 2008년 폐역되었다.

## 연혁
- 1969년 6월 20일 : 무배치간이역으로 영업 개시[1]
- 1985년 10월 10일 : 을종승차권대매소 폐지
- 1995년 4월 1일 : 영업 중지[2]
- 2008년 1월 1일 : 폐역[3]